# Аватар (Nickelodeon)
«Аватар» (англ. Avatar) — американская мультимедийная франшиза, созданная Майклом Данте Димартино и Брайном Кониецко. Состоит из сериалов, фильмов, комиксов, книг и компьютерных игр. Франшиза началась с мультсериала «Аватар: Легенда об Аанге», который транслировался на телеканале Nickelodeon с 2005 по 2008 год.
Действие происходит во вдохновленном азиатской культурой фантастическом мире, в котором многие люди способны покорять одну из четырёх стихий: воздух, воду, землю и огонь. Все четыре элемента умеет покорять только Аватар, который следит за поддержанием баланса в мире. 

## История
С момента выпуска первого мультсериала, «Аватар» превратился во франшизу, охватывающую работу в различных медиа. Продолжение мультсериала «Легенда о Корре», транслировавшегося на Nickelodeon с 2012 по 2014 год, с тех пор расширилось до собственной субфраншизы. Сюжетные линии обоих мультсериалов были продолжены в формате комиксов.
В 2010 году вышла адаптация под названием «Повелитель стихий». Фильм получил «прохладные» отзывы, как от критиков, так и от зрителей.
В 2018 году была анонсирована адаптация оригинального сериала для Netflix.
В феврале 2021 года Nickelodeon объявил о создании Avatar Studios, «подразделения, предназначенного для создания оригинального контента, охватывающего мультсериалы и фильмы, основанные на мире франшизы». Создатели и исполнительные продюсеры Майкл Данте Мартино и Брайан Кониецко будут руководить студией в качестве соглавных креативных руководителей, а производство анимационного фильма началось в 2021 году в качестве дебюта. Дата выхода назначена на 10 октября 2025 года.
В феврале 2025 года, на 20-ю годовщину оригинального мультсериала, Nickelodeon и Avatar Studios анонсировали мультсериал «Avatar: Seven Havens», обещающий стать продолжением «Аватар: Легенда об Аанге» и «Легенда о Корре».

## Фильмография

### Сериалы
| Сериал                   | Сезон | Серии | Серии | Даты показа      | Даты показа     | Канал       |
| ------------------------ | ----- | ----- | ----- | ---------------- | --------------- | ----------- |
| Аватар: Легенда об Аанге | 1     | 20    | 20    | 21 февраля 2005  | 2 декабря 2005  | Nickelodeon |
| Аватар: Легенда об Аанге | 2     | 20    | 20    | 17 марта 2006    | 1 декабря 2006  | Nickelodeon |
| Аватар: Легенда об Аанге | 3     | 21    | 21    | 21 сентября 2007 | 19 июля 2008    | Nickelodeon |
| Легенда о Корре          | 1     | 12    | 12    | 14 апреля 2012   | 23 июня 2012    | Nickelodeon |
| Легенда о Корре          | 2     | 14    | 14    | 13 сентября 2013 | 22 ноября 2013  | Nickelodeon |
| Легенда о Корре          | 3     | 13    | 13    | 27 июня 2014     | 22 августа 2014 | Nickelodeon |
| Легенда о Корре          | 4     | 13    | 13    | 3 октября 2014   | 19 декабря 2014 | Nickelodeon |
| Аватар: Легенда об Аанге | 1     | 8     | 8     | 22 февраля 2024  | 22 февраля 2024 | Netflix     |
| Аватар: Семь убежищ      | 1     | 13    | 13    | TBA              | TBA             | Nickelodeon |

### Фильмы
| Название                                | Дата премьеры (США) | Режиссёр                     | Сценарист(ы)     | Продюсер(ы)                                           | Статус       |
| --------------------------------------- | ------------------- | ---------------------------- | ---------------- | ----------------------------------------------------- | ------------ |
| Повелитель стихий                       | 30 июня 2010        | М. Найт Шьямалан             | М. Найт Шьямалан | М. Найт Шьямалан, Сэм Мерсер и Фрэнк Маршалл          | Выпущен      |
| Легенда об Аанге: Последний маг воздуха | 9 октября 2026      | Лорен Монтгомери Уильям Мата | TBA              | Брайан Кониецко, Майкл Данте Димартино и Эрик Коулмэн | В разработке |

## Комиксы

### Аватар: Легенда об Аанге
| Название | Дата выхода                     | Тип        | Прим.                                                   |
| --- | ------------------------------- | ---------- | ------------------------------------------------------- |
| Аватар: Легенда об Аанге | 25 января 2006 — 6 августа 2008 | Ани-манга  | [ 12 ] [ 13 ] [ 14 ] [ 15 ] [ 16 ] [ 17 ] [ 18 ] [ 19 ] |
| - Издатель — Tokyopop - Восьмисерийный кинокомикс мультсериала Avatar: The Last Airbender - Переиздано Del Rey Books в 2010 году |                                 |            |                                                         |
| |                                 |            |                                                         |
| Комиксы с Free Comic Book Day | 7 мая 2011 — 25 августа 2021    | Миникомикс | [ 22 ] [ 23 ] [ 24 ] [ 25 ]                             |
| - Авторы сценария — Джоан Матте, Джин Луэн Янг и Надя Шамас - Художники — Джоан Матте, Райан Хилл, Фейт Эрин Хикс, Карла Спид Макнил и Сара Альфаги - Издатель — Dark Horse Comics                                                                            |                                 |            |                                                         |
| Аватар: Легенда об Аанге — Забытые приключения | June 15, 2011                   | Антология  | [ 26 ]                                                  |
| - Авторы сценария — Аарон Эхас, Джош Гамильтон, Тим Хедрик, Дэйв Роман, Дж. Торрес и Элисон Уилгус. - Искусство — Хоаким Дос Сантос, Эльза Гарагарс, Гурихиру, Кори Льюис, Джоан Матте, Итан Сполдинг - Издатель — Dark Horse Comics (ISBN 978-1-59582-748-7) |                                 |            |                                                         |

## Компьютерные игры
| Год  | Название                                       | Платформы                                                                                                 |
| ---- | ---------------------------------------------- | --- |
| 2006 | Avatar: The Last Airbender                     | Game Boy Advance, Windows, Nintendo GameCube, Nintendo DS, PlayStation 2, PlayStation Portable, Wii, Xbox |
| 2007 | Avatar: The Last Airbender – The Burning Earth | Wii, Nintendo DS, Game Boy Advance, PlayStation 2, Xbox 360                                               |
| 2008 | Avatar: The Last Airbender – Into the Inferno  | Wii, Nintendo DS, PlayStation 2                                                                           |
| 2008 | Avatar: Legends of the Arena                   | Windows, Mac OS X                                                                                         |
| 2010 | The Last Airbender                             | Wii, Nintendo DS                                                                                          |
| 2014 | The Legend of Korra                            | Windows, PlayStation 3, PlayStation 4, Xbox 360, Xbox One                                                 |
| 2014 | The Legend of Korra: A New Era Begins          | Nintendo 3DS                                                                                              |

## Мир Аватара
Вселенная очень тщательно проработана, с уровнем детализации на уровне миров «Гарри Поттера» или «Властелина колец». Но вместо того, чтобы опираться на североевропейские мифы, вселенная Аватара черпала вдохновение из различных азиатских культур.
Создатели The Last Airbender наняли Эдвина Зейна, тогдашнего вице-президента группы Media Action Network for Asian Americans, в качестве консультанта, чтобы убедиться, что всё, от костюмов до рисования персонажей и художественного стиля, выполнено в деликатной манере. Существенным источником вдохновения были японские аниме и манга также были. Имеются какие-либо также многочисленные параллели с художественным стилем и философской основой классических мультфильмов Хаяо Миядзаки, таких как «Принцесса Мононоке». По словам главного сценариста The Last Airbender Аарон Эхаз, «соавторы Брайан [Кониецко] и Майкл [Данте ДиМартино] пытались создать что-то, что имело бы мифический резонанс». «Вы хотите вдохновляться, не присваивая». «Вы не хотите случайно сказать что-то о культуре. Например, на раннем этапе многие дизайны для Страны Огня были вдохновлены дизайнами из Японии, что было проблемой — у вас плохая страна, и если бы все их дизайны были японскими, вы бы сформулировали плохое сообщение об их культуре. Мы полностью переработали дизайн, чтобы он основывался на большем числе источников». Культуры данной вселенной имеют в своей основе существующие культуры реального мира. Например, культура водного племени основана на культурах инуитов, а его стиль магии был смоделирован по образцу тайцзи.
Действие сериала разворачивается в вымышленном мире, разделённом на физический мир, населённый людьми и фантастическими животными, обычно гибридами реальных животных, и мир духов. Человечество разделено на четыре нации (народа), соответствующие четырём стихиям (элементам): племена воды, Царство земли, народ огня и воздушные кочевники, хотя в составе каждого из них в сериале показано множество более мелких народов и племён. В каждой нации имеются люди, известные как англ. benders (в русском переводе — «маги») — воды, земли, огня или воздуха, обладающие способностью манипулировать стихией, соответствующий их нации, используя жесты, основанные на восточных боевых искусствах. «Аватар» — единственный человек, способный подчинять себе все четыре стихии.
Среди всех людей только один способен управлять всеми четырьмя стихиями — Аватар, человек, связанный с великим духом Раава. Он — связующее звено между миром людей и миром духов. Аватар — международный арбитр, чья обязанность — поддерживать гармонию между четырьмя нациями и выступать в качестве посредника между людьми и духам. После смерти Аватар вновь перерождается в человеческом теле, но уже в другой нации, в соответствии с циклом: племя воды → Царство земли → народ огня → воздушные кочевники. По традиции, новый Аватар должен путешествовать по миру, чтобы овладеть всеми четырьмя стихиями, после чего он начнет исполнять свою роль глобального миротворца. Цикл перевоплощений может прерваться только при такой смерти аватара, когда он находится в так называемом «состоянии аватара» — мистическом мироощущении, в котором ему передаются знания прошлых воплощений, а также значительно увеличивается присущая ему сила. Это состояние может быть как самоактивируемым механизмом защиты, так и осознанно вызываемым самим аватаром.

### Аватар
Аватар (англ. Avatar) в мультсериалах «Аватар: Легенда об Аанге» и «Легенда о Корре» — маг, связанный с великим духом Раава. Благодаря этой связи Аватар может использовать 4 стихии, и контактировать с миром духов.
После смерти мага, Раава переселяется в новорождённого мага из другого народа в следующем порядке:
- Народ Огня,
- Воздушные кочевники.
- Племя Воды,
- Царство Земли,

Для воспитания и обучения аватара каждого народа есть старейшины, которые могут распознать будущего Аватара с самого детства. Сообщают об этом ему в канун его шестнадцатилетия. После этого Аватар должен посвятить себя обучению и покорению всех стихий. Покорение стихий обычно проходит в том же порядке, что и цикл Аватара. В процессе обучения новый Аватар постигает все премудрости овладения и покорения стихий, а так же жизнь и культуры всех народов.
Последним официальным воплощением Аватара является Корра.
Роль Аватара
- Аватар старается сохранить баланс между 4 народами. Предотвращает любые попытки одной из наций к порабощению других или возвышению над ними.
- Аватар служит связующим звеном между миром людей и миром духов. Он способен во время медитации переходить в мир духов, общаться с ними, просить помощи, совета. Духи, как правило, не воспринимают конкретное воплощение Аватара, а относятся к нему, как к сущности, человеческое воплощение которой не играет принципиальной роли.

Состояние Аватара
Состояние Аватара — это особое состояние, в котором в Аватаре объединяется вся мощь его предыдущих воплощений. В этом состоянии магия Аватара усиливается, а так же он может использовать одновременно все стихии. При переходе в состояние Аватара на первый план могут выходить и прошлые воплощения Аватара.
Бывает два вида состояния Аватара:
1. Короткое — это когда Аватар входит в состояние Аватара на несколько секунд, а после использует сильную магию. Эффект усиления длится несколько минут.
2. Длинное — это когда Аватар теряет контроль над своим телом, и его тело само действует и использует магию. В этом состоянии Аватар исключительно могущественен, покорение стихий происходит на подсознательном уровне.

В состояние Аватар аватар может входить по нескольким причинам:
- Сильные эмоции: страха, злости, скорби, ярость;
- Сознательное желание аватара. Для этого он должен преодолеть несколько ступеней самопознания и самоочищения, а так же уметь контролировать свои переживания и эмоции.
- Воздействие некоторых духов.

В состоянии Аватара Рава и связь с прошлыми аватарами максимально уязвимы. Если Аватар будет убит в состоянии Аватара, то цикл перерождений прекратится, и Аватаров больше не будет со всеми вытекающими из этого последствиями. Смерть в обычном состоянии приведёт к рождению нового Аватара согласно циклу.

### Магия
Вселенная Аватара наполнена магией, духами и энергией. Некоторые из людей от природы обладают магией своего племени. Существует четыре основных вида магии, не считая магии энергии.
Магия земли
Воины, владеющие Магией земли, всегда очень сильны и неуступчивы, как сама земля. Чувствуя свою укоренённость в земле, черпая из неё силы, подавляющее большинство представителей народа земли даже не носят обуви. Они способны выдержать любую атаку и имеют способность к терраморфингу. Магия земли имеет ярко выраженный защитный стиль. Их слабость может заключаться в том, что для магии им нужна непосредственно земля. Позднее маги земли научились управлять и металлом, так как он — часть земли. Учились первые маги земли у гигантских крото-барсуков, которые умели управлять землёй, чтобы передвигаться под ней. Наблюдая, люди научились повторять это за ними. Стиль кунг-фу, взятый за основу движений магии земли, — хунгар.
- Магия металла — подвид магии земли, который позволяет магу управлять металлами. Магия металла не действует на «очищенный» металл, например, платину. Первым магом метала стала Тоф Бейфонг, которая основала школу магов земли, а также полицию Республиканского города, где широко используется магия металла как для поимки преступников, так и для передвижения по городу. Маги метала часто используют металлическое оружие в виде проволоки, пластин и различных снарядов.
- Магия песка — подвид магии земли. Его в основном используют кочевники — народы пустыни, использующие эту магию для перемещения по пустыне на специальных лодках с парусами, а также в других случаях.
- Магия лавы — подвид магии земли и огня, доступный некоторым людям родившимся от союза магов огня и земли. Маги лавы могут как управлять лавой, так и раскалять отдельные камни до состояния лавы.

Магия огня
Магия огня — наиболее агрессивный, воинственный вид бендинга. За основу техник взято окинавское каратэ годзю-рю, многие техники — из японского каратэ сётокан. Характерные черты — быстрые, точные атаки, сильные, мощные движения, выполненные с концентрацией. Присутствие мощных ударов ногами и руками, точечные удары пальцами. Абсолютно все удары, перемещения и блоки, защита (за исключением молнии) присутствуют в окинавском годзю рю и японском сётокан. Энергия для управления огнём происходит от дыхания, от внутренней энергии. Для мага огня главное не внешняя сила, а внутренняя мощь, сила духа. Это атакующий стиль. Учителями магов огня были драконы. Во время правления Лорда огня Созина драконы были почти полностью уничтожены, дабы секрет магии огня не достался более никому. Сохранились только два дракона, надёжно охраняемые племенем Солнца. Особую силу магам огня придаёт приближение кометы. 170 лет назад, когда над Землёй пролетала комета, Хозяин огня Созин развязал войну, во время которой были уничтожены все воздушные кочевники. Комета, названная в честь Лорда огня Созина, прилетает раз в столетие. Единственной слабостью магов огня является солнечное затмение, во время которого они утрачивают свои способности. Особым подвидом магии огня является магия молний (холодный огонь).
Судя по всему, за прошедшие 70 лет маги огня далеко продвинулись в создании молнии — например, Мако может пускать их даже в быстро движущемся транспорте. И в 1 сезоне на фабрике, где получают электричество от магов показано, что владение магией молнии стало проще. По данным, стиль магии молнии схож со стилем магии воды, так как при направлении молнии от одного кончика пальцев руки, к другой стороне в качестве финального направления молнии к цели где бы он не был направлен, схож с стилем магии воды, так как символизирует течение воды.
Можно заметить, что дочь Хозяина огня Озая (позже «Лорда Феникса») Азула использует синий огонь.
- Магия взрыва — навык магии огня. Для взрыва, маг выпускает концентрированный поток энергии, который провоцирует взрыв при столкновении с любым предметом. Как правило, маги с таким навыком накалывают себе татуировки на лбу в виде третьего глаза индуистского бога Шивы.

Магия воздуха
Маги воздуха переняли искусство покорения стихии у летающих бизонов, они научились управлять воздушным потоком и смогли летать. Маг воздуха умеет уворачиваться и обращать силу противника против него самого. Магия воздуха подразумевает лёгкость, неспешность, она не агрессивна, направлена на поиск внутреннего равновесия. Покорители воздуха отличаются миролюбием и спокойствием, они не приемлют насилия. Во времена аватара Аанга все маги воздуха были также воздушными кочевниками, их племя было первым, кого уничтожила армия народа огня, так как Лорд огня Созин опасался новой реинкарнации Аватара — мага воздуха. Большинство движений напоминают раздел кунг-фу или ушу, стиль багуачжан. После смерти Аанга последними магами воздуха остались его младший сын Тензин и дети Тензина (Джинора, Икки и Мило).
- Левитация — навык магии воздуха. Эта техника была открыта магом воздуха по имени Лагхима, жившим 4000 лет назад, который с помощью левитации 40 лет не касался земли.

Магия воды
Магия воды является воплощением взаимодействия между Океаном и Луной, духи которых символизируют равновесие. Главным учителем магов воды является Луна, а точнее Инь. С её помощью они обретают наивысшую мощь, поэтому ночью маги воды сильнее обычного, а в полнолуние — практически непобедимы. Этот стиль берёт начало от стиля кунг-фу тайцзицюань, основной философией которого является бой без боя. Движения максимально плавные. Также маги воды имеют способности целителей. Кроме того, маги воды могут менять агрегатное состояние вещества, мгновенно превращая воду в лёд или в пар.
- Магия крови — подвид магии воды, она позволяет контролировать кровь в теле человека, и управлять им словно марионеткой. Обычно магию крови можно использовать только в полнолуние, когда силы магов воды усиливаются в несколько раз, но маг воды по имени Якон нашёл способ использовать её в любое время. Во времена республиканского города, магия крови считается запретной, и наказание за её использование — лишение магии. С помощью магии крови, один из сыновей Якона, Ноатак, он же Амон, научился лишать магов магии. Предположительно он это делал путём перекрытия внутренних потоков ци, в отличие от блокировки наружных потоков в случае магии энергии. Примечательно, что с помощью магии энергии можно вернуть способности, отнятые магией крови.
- Духовное исцеление — подвид магии воды, который позволяет воздействовать и успокаивать духов. Также с помощью него можно убить человека, обратив его дух в пыль.

Магия энергии
Магия, позволяющая управлять посредственно потоками ци, наделять и забирать магию у людей. Этот вид магии существовал ещё до появления элементальной магии и Аватара. О её техниках ничего не известно. Известно что Маг энергии мог наделять человека только одной элементарной магией, которой сам и обладал. Первый Аватар Ван получил свои способности благодаря магии энергии, что отдали львы-черепахи. Их было несколько десятков.

## Проблематика
«Я смог — вместе с командой сценаристов — придать этим персонажам дополнительное измерение, придать им реальность, связать эту реальность. Я узнал, кем были эти персонажи, как они росли…», — говорил Эхаз. По его словам, «эмоциональная подлинность» персонажей была средством, с помощью которого сюжет познакомил молодых зрителей с тёмными темами, такими как геноцид и авторитаризм, при этом давая им основу для понимания этих проблем. Часто это делалось через акцент на эмоциях главных героев, когда они обдумывали данные события. Так, в третьем эпизоде Аанг узнаёт о гибели всей своей культуры воздушных кочевников от рук нации огня. В храм воздуха он находит кости своего любимого наставника, монаха Гьяцо. Сцены, связанные с этой, построены в эмоционально сокрушительной последовательности. По словам Эхаза, «то, что мы написали, остаётся правдой. Мы не превратили её в ложь, чтобы сделать более приемлемой». Первый сериал примечателен тонким изображением того, как власть развращает, а неравенство отравляет все.
Тирания нации огня изображена с точки зрения жертв, но также и с точки зрения детей народа огня, которые в школе подвергаются воздействию пропаганды своего режима. Зрители сталкиваются с неравенством в стенах Ба Синг Сэ, самого могущественного города Царства земли, который стал домом для беженцев и одним из последних оплотов против нации огня. Город окружён кольцевыми стенами; в центре расположены элитные районы, по какому краям трущобы для бедноты, которые царь никогда не посещал. Порядок поддерживается службой безопасности Дай Ли, которая психологически обрабатывает граждан и держит реальную власть, тогда как царь является марионеткой руководителя этой секретной службы.
По мере развития сюжета, он раскрывается как критика империализма, поскольку основные персонажи путешествуют из города в город, в различной степени подвергшиеся насилию со стороны нации огня. В эпизоде «The Painted Lady» команда Аватара посещает небольшое озёрное селение народа огня, отравленное выбросами фабрики, работающей для военных нужд. В эпизоде «Imprisoned» команда задерживается в небольшом городке Царства земли, где любого, кого видят, практикующим магию земли, арестовывают оккупационные силы нации огня. А в финале первого сезона адмирал нации огня Чжао в своём империалистическом стремлении захватить Северное племя воды даже убивает Духа луны, на короткое время лишая мир луны, источника силы магов воды.
Первый сериал использует сюжеты войны, чтобы раскрыть последствия межпоколенческой травмы и токсичность мести, особенно акцентируя внимание на том, как цикл насилия вредит невинным. Пленённая завоевателями нации огня девушка-маг воды развивает в себе особую разновидность этого искусства, магию крови, позволяющую контролировать живых существ, и не только освобождается из заключения, но и использует новую способность, чтобы из мести похищать невинных простых жителей деревни нации огня. Потерявший родителей из-за завоевателей нации огня боец-мститель Джет, повредив плотину, пытается утопить целый город невинных людей нации огня. Однако ближе к концу первого сериала одна из главных героинь Катара, получив возможность отомстить убийце своей мамы, отказывается убивать его, что говорит о необходимости разрыва цикла насилия.
Этот тип травмы олицетворяет один из главных злодеев, Зуко, который за необдуманное высказывание, был изгнан собственным отцом, хозяином огня (политическим вождём нации огня) Озаем. Зуко проводит большую часть первого сезона, преследуя Аватара и надеясь пленить его, чтобы «вернуть себе честь» и заслужить прощение отца. Как и другие неоднозначные злодеи, он вызывает сочувствие, поскольку зритель сопереживает его потребности в родительском одобрении и принятии. Зуко даже делает оговорку по Фрейду, один раз случайно называя «повелителя огня» «отцом-повелителем». В конце концов, после долгой эволюции характера и представлений, Зуко встает на сторону Аватара и участвует в победе над тираническим режимом своего отца. «В каждом из нас есть немного Зуко», — писал мне Данте Баско, актер, озвучивавший Зуко. «Мы все надеемся вернуть себе честь в жизни, нас всех неправильно понимали, и мы хотим доказать людям, что они неправы, особенно тем, кто для нас больше всего значит».
По оценке «Последнему магу воздуха» удалось сделать то, что удавалось очень немногим шоу даже в более позднее время: представить состав персонажей, который изображает мир таким, какой он есть, с различными личностями и различным опытом, включая, например, Тео, мальчика из Царства земли, страдающего параличом. «Мы, как команда, вдохновлялись разнообразными и интересными вещами», — говорил Эхаз. «Мы чувствовали, что в целом разнообразие — это сила, увлекательная и вдохновляющая вещь… Мы хотели увидеть настоящих персонажей, которые не были бы шаблонными, персонажей, которые отличались бы от других и обладали настоящей уязвимостью и невероятными сильными сторонами, и которые принимали и то, и другое… это была просто ценность, которую мы разделяли».
Сказанное особенно актуально для сильных женских персонажей сериала. Принцесса Азула, сестра Зуко, и её компаньонки Тай Ли и Мэй — три самых грозных антагониста из Огненной нации, преследуют Аватара, а затем проникают в Ба Синг Се и через дворцовую интригу, воспользовавшись предательством начальника службы безопасности царя, захватывают этот город, последний крупный центр сопротивления экспансии нации огня. «Мы думали, что в то время в мультфильмах было недостаточно сильных и потрясающих женских персонажей», — говорил Эхас. В «Последнем маге воздуха» представлено несколько сюжетов на тему системного сексизма — например, Сокка вначале недооценивал, но потом стал уважать женщин-воинов Киоши; Катара сталкивается с ситуацией, что учитель из Северного племени воды первое время отказывал ей в праве изучать боевые навыки, потому что она женщина, несмотря на та, что она один из самых могущественных магов воды. Мощный персонаж сюжета Тоф Бейфонг, или «Слепой бандит», слепая девочка из очень богатой семьи, которая через самообучение стала величайшим магом земли. Она фактически преодолела слепоту, научившись при помощи магии земли ступнями воспринимать окружающее через вибрации почвы или пола. Ее родители оберегали её, считая слабой из-за её слепоты, не подозревая о её выдающихся способностях. Тоф стала одним из учителей Аватара, обучив его магии земли, и сыграла важную роль в победе над режимом нации огня.
Этот дух инклюзивности помог шоу сохранить актуальность и получать новых поклонников уже после выхода из эфира. По мнению Микаэла Мерфи, актриса озвучки Тоф, не верно думать, что сериал закончился много лет назад, «потому что он, похоже, действительно вырос (развился) после того, как закончился». Она отметила, что ей приходили письма от поклонников, где говорилось, как Тоф помогла им почувствовать себя более нормальными, несмотря на слепоту.
Сериал раскрывает способность сопереживать практически любому человеку, если создать для этого подходящие условия. Почти каждому персонажу даётся искупительная арка или шанс доказать свою силу в тяжёлые времена. Катара овладевает магией воды, Сокка — боем на мечах, Тоф изобретает магию металла, несмотря на то, что всех их в своё время недооценивали. Когда Аанг терпит неудачу в попытках научиться управлять состоянием Аватара, потому что отправляется спасать Катару, Айро замечает, что выбор любви и дружбы важнее могущества. Даже злодеям даются искупительные арки — Джет помогает воссоединить Аанга с Аппой, Мэй и Тай Ли в конечном итоге отвергают Азулу, что спасает Зуко. Генерал Айро, ставший моральным центром сюжета, имеет сложное прошлое. Зуко находит признание у своего дяди и в команде Аватара, несмотря на свои прошлые ошибки, и завершает конфликт, начатый много лет назад между его прадедом, лордом огня Созином, и Року, предыдущим воплощением Аватара.
В каждом из этих случаев, хотя аутсайдеры и борются за свои права, фактическое возмещение ущерба лежит на том, кто его причинил. Возмещать ущерб — задача угнетателя, а не угнетённого, и единственными настоящими злодеями шоу являются те, кто отказывается проявлять сочувствие и гуманность, — те, кто не способен к сочувствию бедственному положению своих жертв. Принцесса Азула представлена как абсолютный социопат. Лорд огня Созин настолько ослеплён эго и жаждой насильно принести окружающим народам высокую культуру нации огня, что начинает войну и предаёт своего друга Аватара Року. А лорд огня Озай оставляет своему сыну незаживающий шрам, прежде чем изгнать его.
Сериал рассказывает молодым людям, чир именно те, кто замешан в несправедливости, должны приложить большие всех усилий, чтобы положить ей конец, а угнетённые должны сделать всё возможное, чтобы не передать свои травмы следующему поколение. По словам Эхаза, «Несмотря на тёмные темы, я надеюсь, что основное послание, которое исходит из „Аватара“, — о любви и героях — оптимистах, которые будут безоговорочно бороться друг за друга».

## История мира и сюжет
Самым большим преимуществом шоу называют глубину его повествования.